# Aleksander Dawidowicz
Aleksander Dawidowicz (hebr. אלכסנדר דוידוביץ; ur. 11 sierpnia 1967) – izraelski zapaśnik walczący w stylu klasycznym. Olimpijczyk z Barcelony 1992, gdzie zajął jedenaste miejsce w kategorii 62 kg. Osiemnasty na mistrzostwach świata w 1994. Czwarty na mistrzostwach Europy w 1992 i ósmy w 1994 roku.

## Turniej wBarcelonie 1992
| Konkurencja             | Walki                     | Walki                      | Klas. końcowa |
| Konkurencja             | Przeciwnik I              | Przeciwnik II              | miejsce       |
| ----------------------- | ------------------------- | -------------------------- | ------------- |
| styl klasyczny do 62 kg | Siergiej Martynow (WNP) L | Shigeki Nishiguchi (JPN) L | 11.           |